# Авша (острів)
Авша (Афісія, тур. Avşa, грец. Αφησιά) — острів у Мармуровому морі біля берегів Туреччини, зі складу островів Пашалімани. Адміністративно острів належить до ілу Баликесір.
Авша є середнім з усієї групи, на північному заході протокою Екінлік відокремлений від острова Екінлік, а на сході протокою Араблар від сусіднього острова Пашалімани.
Миси:
- на заході — Панджар
- на півдні — Кумбурну (Кум)

Острів має компактну форму 7 на 4 кілометри, видовжений із північного сходу на південний захід. Біля західного берега розташований дрібний острів Роун.
На острові присутнє населення, зосереджене у єдиному місті — Авша.

## Галерея

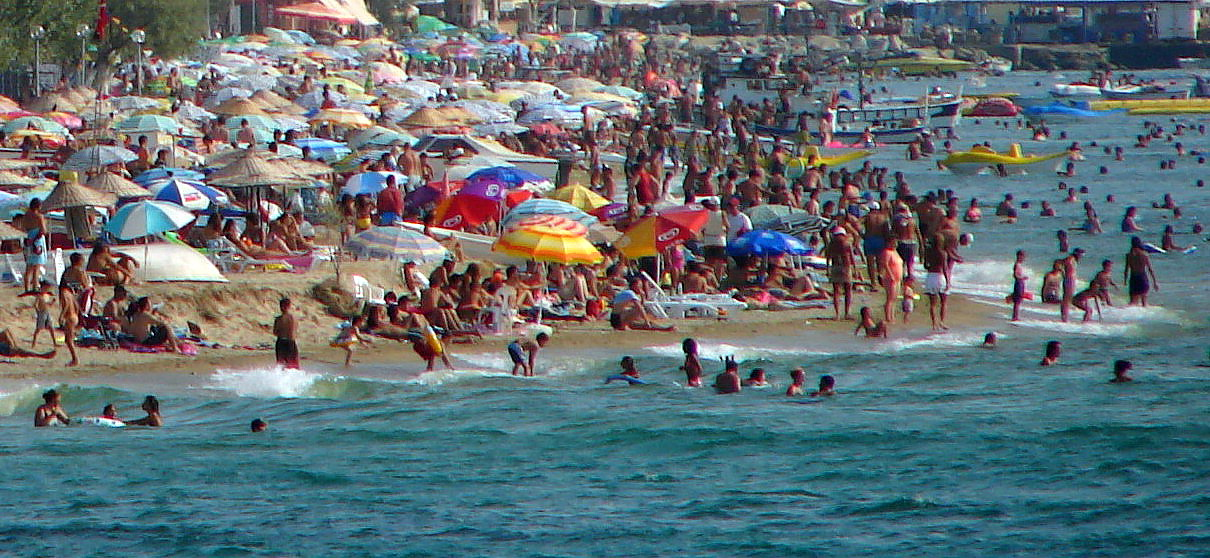
пляж в Авші